# Ambroise Paré

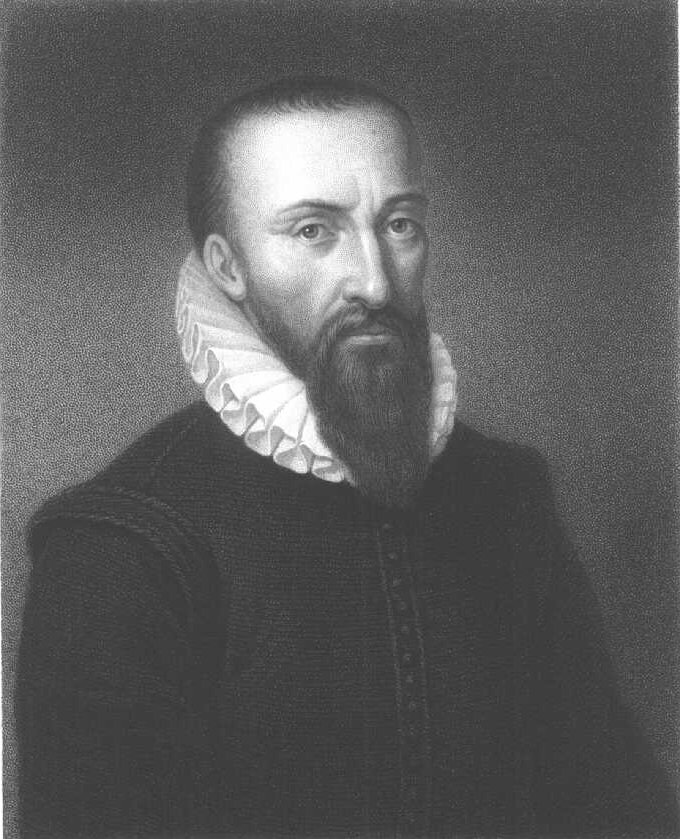
Ambroise Paré

Ambroise Paré (n. c. 1510 - d. 20 decembrie 1590) a fost chirurg și anatomist francez. A fost chirurgul regal al următorilor monarhi francezi: Henric al II-lea, Francisc al II-lea, Carol al IX-lea și Henric al III-lea. Este considerat unul dintre deschizătorii de drum ai chirurgiei moderne,Părintele chirurgiei,a pus la punct procedeul legării arterelor.

## Pacienți celebri
- Henric al II-lea al Franței, după un grav accident care se va dovedi mortal;
- Francisc al II-lea al Franței;
- François de Guise, rănit în asediul de la Boulogne din 1545;
- Anne de Montmorency (1492-1567), după o rănire severă care îi va cauza moartea;
- Antoine de Bourbon, tatăl lui Henric al IV-lea, care a fost rănit mortal pe 3 noiembrie 1562 și a murit la scurt timp;
- Gaspard de Coligny, după o tentativă de asasinat din 22 august 1572.